# エフエム群馬
株式会社エフエム群馬（エフエムぐんま）は、群馬県を放送対象地域として超短波放送（FM放送）を行っている特定地上基幹放送事業者。愛称はアルファベット表記のFM GUNMA（エフエムグンマ、2015年（平成27年）から使用）、旧愛称はFMぐんま。1985年（昭和60年）10月1日開局。JFN系列局。コールサインはJORU-FM。
関東地方では、1970年（昭和45年）にTOKYO FMが開局して以来15年半ぶりの新規開局の民放FM放送局である。

## 概要
群馬県では唯一の県域ラジオ局であるため、FM局にありがちな音楽一辺倒の放送ではなく、バラエティ豊かな編成が特徴。
開局当初は予算の制約が大きく聴取エリアも県南東部の関東平野では系列のTOKYO FMと重複しており、地方向けのBラインネットが多かった。昨今は、在京局と遜色のない自主制作番組が放送できるようになり、経験豊かなスタッフが増えている。
県内にはAM局がないため、県域エフエム局には珍しい報道部も設置されて組織が充実し、毎年夏に開かれる全国高等学校野球選手権大会群馬県大会実況中継をJFN系列で唯一放送し、さらにサッカー・J3リーグザスパ群馬の主催試合実況中継も放送されている。
送信所は高崎市吉井町の牛伏山にある前橋局（エフエム群馬ではこの周波数をメイン周波数としている）である。その他、山間部をカバーするために多くの中継局がある。なお放送対象地域外では公式の資料によると、新潟県、長野県、埼玉県、栃木県、茨城県、福島県の各一部が放送エリアとなっている。開局直前の上毛新聞には、群馬県内より県外の受信可能世帯数の方が多い旨の記事が載った。
開局から前橋市若宮町のGNビルに本社・スタジオとして入居していたが、総務省の「周波数再編アクションプラン」に伴う本社と送信所を結ぶ周波数帯の変更に対応するため新社屋建設を決め、同市千代田町のしののめ信用金庫前橋営業部敷地内へ移転することを発表した。2022年（令和4年）7月11日に新社屋からの移転・本放送を開始。当初は同年10月を予定していた。一般公開は、スタジオ「CLUB AIR」を9月26日にプレオープンし、10月1日に広場スペース「つどにわ」をCLUB AIRと共にグランドオープンした。
主な受賞歴に『多頭飼育崩壊の現状 もう一度考える命の向き合い方』で2022年（令和4年）日本民間放送連盟賞ラジオ報道番組部門で優秀賞を受賞した。同局は2008年にも『特別番組「戦後60年 語り部たちの証言』でも同部門の優秀賞を受賞した。なお、CM部門では、2018年（平成30年）に『G.K.works 番組提供休止／無許可篇』、『群馬マスコミ3社（上毛新聞社、群馬テレビ、エフエム群馬）特殊詐欺ゼロキャンペーン／無許可篇』で同賞の第2種（21秒以上）でいずれも優秀賞を受賞した。

## 事業所

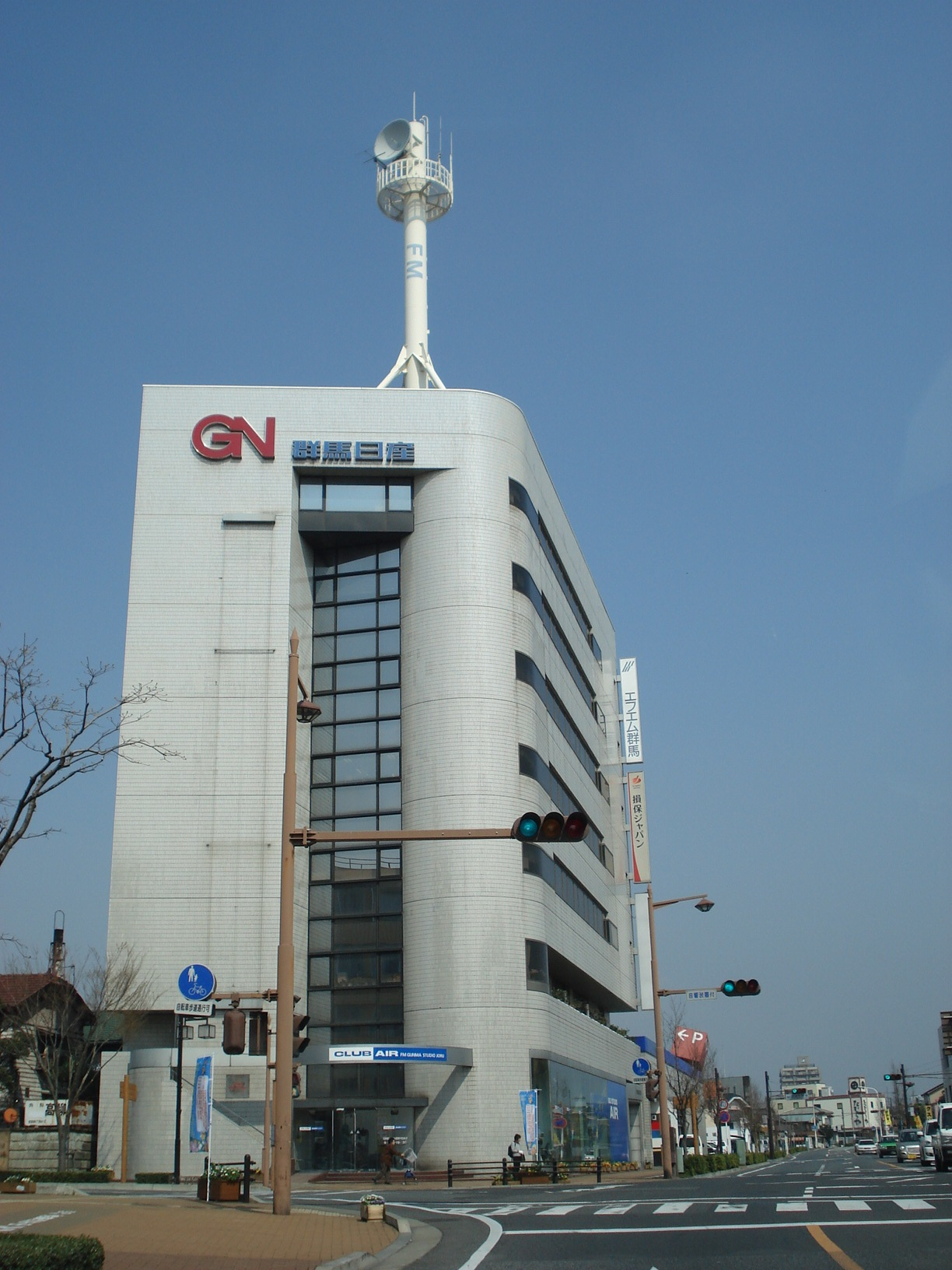
2022年7月まで本社が入居した若宮町のGNビル（2008年3月）

- 本社・演奏所：群馬県前橋市千代田町二丁目3番1号（〒371-8533）
- 東京支社： 東京都中央区日本橋二丁目3番21号 群馬ビルディング5F（〒103-0027）

## 送信所・中継局

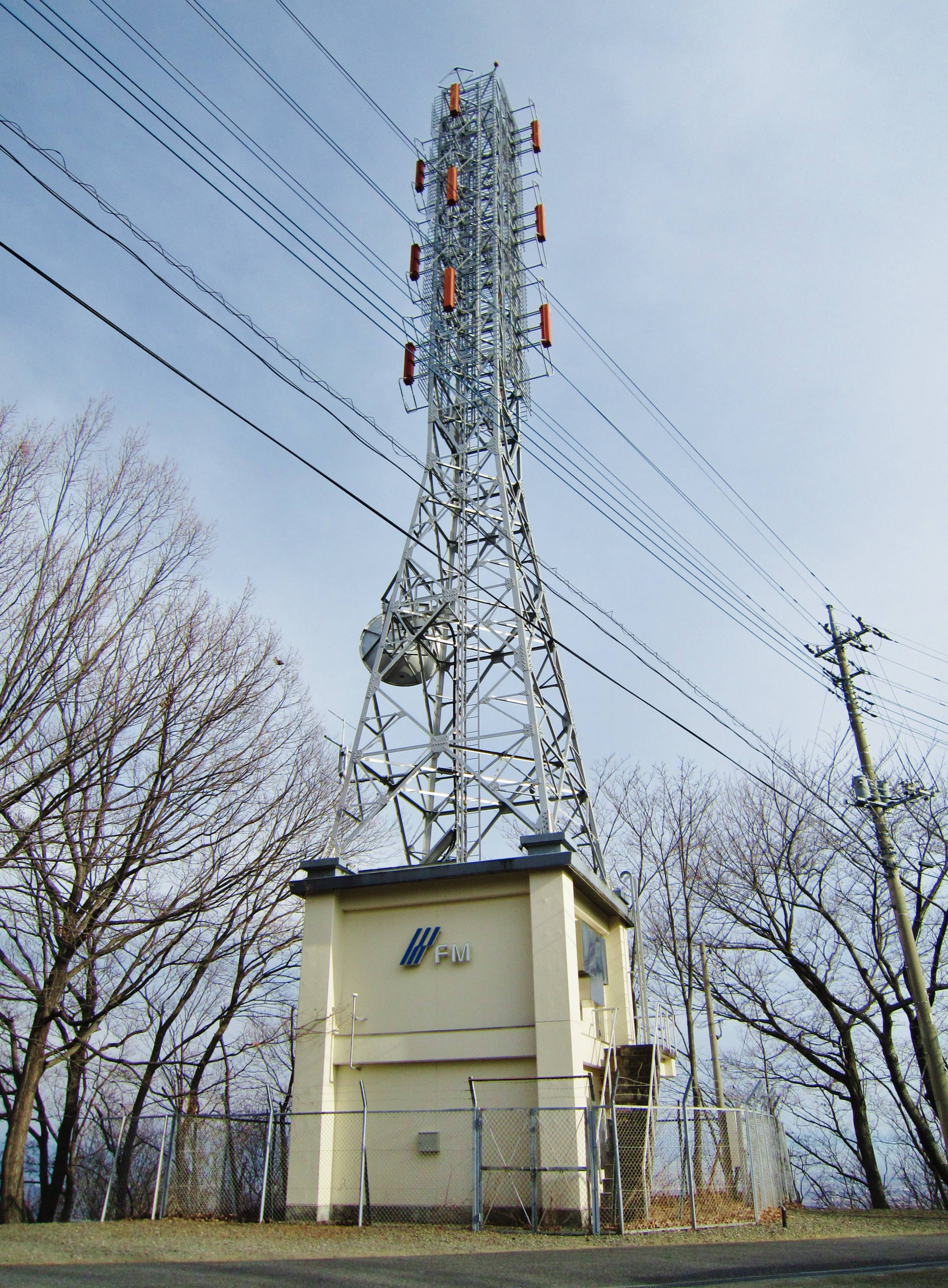
牛伏山送信所

| 親局   | 周波数  | 空中線電力 | 備考 |
| ------ | ------- | ---------- | ---- |
| 前橋   | 86.3MHz | 1kW        |      |
| 中継局 | 周波数  | 空中線電力 | 備考 |
| 榛名   | 82.2MHz | 50W        |      |
| 沼田   | 77.8MHz | 10W        |      |
| 利根   | 79.4MHz | 10W        |      |
| 草津   | 76.7MHz | 10W        |      |
| 長野原 | 82.0MHz | 1W         |      |
| 鬼石   | 87.1MHz | 3W         |      |
| 万場   | 88.0MHz | 3W         |      |

## 沿革
- 郵政省（現・総務省）は1982年（昭和57年）10月27日の21府県22地域への民放FM周波数割り当てに際して、三大都市圏内では群馬県、神奈川県、三重県、京都府、兵庫県にそれぞれ周波数割り当てが行われた[16]。
- 1984年（昭和59年）12月18日 株式会社エフエム群馬設立。
- 1985年（昭和60年）
  - 9月15日 開局に先立ち、サービス放送を開始。
  - 10月1日 民放FMとして18番目に開局。本放送開始（エフエム岩手と同日）。
- 1995年（平成7年）
  - 4月1日 FM文字多重放送開始。コールサインはJORU-FCM。
  - 11月23日 若宮町旧社屋が入居するGNビル1階の群馬日産自動車ショールーム跡にオープンスタジオCLUB AIRオープン。
- 2003年（平成15年）3月 万場町（当時）に中継局が開局し、記念特番をNHK前橋放送局と合同で制作し、同時放送した。
- 2005年（平成17年）3月14日 デジタルSTLの運用開始。
- 2008年（平成20年）7月1日 - 2007年（平成19年）12月12日にエフエム群馬で放送された群馬県行政書士会幹部（当時総務部長）が不起訴になった案件が群馬県議会の委員会で質疑応答した報道について、放送倫理・番組向上機構（BPO）の放送と人権等権利に関する委員会は、案件対象者への取材をせずに報道したことが放送倫理に反すると認定[17]。
- 2011年（平成23年）4月12日 radiko[注釈 2]の試験放送を開始。対象は群馬県内のみ。
- 2014年（平成26年）
  - 3月31日 FM文字多重放送廃止。
  - 4月1日 radikoプレミアム（エリアフリー）[注釈 2]配信スタート。
- 2015年（平成27年）
  - 4月1日 番組改編が行われる[18] [リンク切れ]。
  - 10月1日 開局30周年
- 2022年（令和4年）
  - 7月8日 若宮町CLUB AIRから最後の生ワイド番組『アリガトワカミヤ ヨロシクチヨダ クラブエアお引っ越しスペシャル』（岡部哲彦、市川まどか）を20:00 - 21:55に放送、これをもって旧社屋からの大型ワイド番組は終了。
  - 7月11日 
    - 0時03分のクロージング送出終了をもって旧社屋からの放送を完全に終了。旧社屋からの最終番組はネット番組の『Good-Track!』（JFNC制作）、最終自社制作番組は10日20:55からの『FM GUNMA NEWS』であった。
    - 5時57分のオープニング送出より、新社屋（前橋市千代田町・しののめ信用金庫前橋営業部敷地内）からの放送を開始[6]。キャッチフレーズは”ワクワクマシマシ”。新社屋からの初番組はHARUNA STUDIO送出の『WAI WAI Groovin'』。この番組を含め7:30 - 19:55を『新社屋記念1day スペシャル『改めまして FM GUNMAです。』』とし、通常ネット番組の時間も特別編成とした。

  - 10月1日 千代田町新社屋のスタジオCLUB AIRとつどにわ（しののめ信用金庫と共同運用の広場[19]）をオープン。
- 2023年（令和5年）
  - 6月22日 東京都千代田区麹町（JFNセンター6F）に所在した東京支社を中央区日本橋（群馬ビルディング5F）に移転[20]。
  - 7月12日 同局初の政見放送を7月23日投開票の群馬県知事選挙で実施[21]。

## 所有スタジオ

### 本社スタジオ
千代田町新本社には4つのスタジオを所有している。スタジオコンセプトが『上毛三山』＋『谷川岳』。群馬を象徴する「上毛三山」のように親しまれるように、とメインの3スタジオはそれぞれ三山の名前が付けられた。また、ニューススタジオは”情報に耳を立てる”＝猫耳のような特徴を持つ谷川岳から名前を付けた。
- AKAGI STUDIO（アカギ・スタジオ） - 第1スタジオ。生放送用スタジオで、横幅があり、生演奏も可能。壁色は赤。
- HARUNA STUDIO（ハルナ・スタジオ） - 第2スタジオ。生放送・収録共用多目的スタジオ。眺望の良さが特徴。壁色は青。
- TANIGAWA STUDIO（タニガワ・スタジオ） - 第3スタジオ。ニュース・天気予報等を送出できるワンマンスタジオ。収録にも対応。壁色は橙。
- MYOGI STUDIO（ミョウギ・スタジオ） - 第4スタジオ。大人数での放送も可能な広さを持つスタジオ。壁色は緑。

### オープンスタジオ
CLUB AIR（クラブ・エア）
- 若宮町旧社屋（GNビル1階）時代
沿革にもある通り、1995年11月23日、若宮町旧社屋が入居するGNビル1階（群馬日産自動車ショールーム跡）にオープン。
「WAI WAI Groovin'」「148neo」等のワイド番組や「かかあデンパ」等の生放送番組で使用。公開放送（収録・生放送）でも使用した。
スタジオと観客スペースを仕切る防音壁は可動式で、稼働させることによりスタジオ・観客スペースの一体利用が可能[23]となっていたが晩年は固定された状態だった。
新型コロナウイルス感染拡大防止のため、2020年3月4日よりクローズ（閉鎖）[24]していたが、スタジオ機能は2022年7月8日まで使用した。
- 千代田町新社屋
2022年7月11日に移転した千代田町新社屋1階にAKAGI STUDIOとHARUNA STUDIOの様子が観覧できるスペースとして設置。一般開放は2022年9月26日にプレオープンし、同年10月1日にグランドオープンした。

## 資本構成
企業・団体の名称、個人の肩書は当時のもの。出典：

### 2015年3月31日 - 2016年3月31日
| 資本金 | 発行済株式総数 | 株主数 |
| ------ | -------------- | ------ |
| 2億円  | 4,000株        | 74     |

| 株主                             | 株式数 | 比率  |
| -------------------------------- | ------ | ----- |
| 群馬県                           | 397株  | 9.92% |
| 読売新聞東京本社                 | 240株  | 6.00% |
| フジ・メディア・ホールディングス | 220株  | 5.50% |
| 上毛新聞社                       | 200株  | 5.00% |
| 群馬銀行                         | 187株  | 4.67% |
| 東和銀行                         | 187株  | 4.67% |
| 朝日新聞社                       | 180株  | 4.50% |
| 日本経済新聞社                   | 160株  | 4.00% |
| 群馬県観光物産国際協会           | 160株  | 4.00% |
| ぐんぎんリース                   | 137株  | 3.43% |

## 自社制作
2026年7月現在

詳細は、公式サイトの番組紹介あるいは番組表を参照。

### 放送中の番組
- WAI WAI Groovin'（月曜 - 金曜 7:30 - 11:00、内藤聡[29]） - 全国ほとんどの局でネットされる『ONE MORNING』8時台のAライン枠は未ネット
- POTLUCK（月曜 - 水曜 16:00 - 17:50、揚妻由璃子 [30]）
- news ONE（月曜 - 水曜 18:00 - 18:55、岡部哲彦[31]）
- 148neo（木曜 13:00 - 19:55、高橋和実[32][33]）
- かかあデンパ（水曜 15:00 - 15:55[注釈 4]、市川まどか、田中香[34]）
- 中山秀征の夕焼けウオンチュ!（金曜 16:00 - 18:55、中山秀征、礒干彩香、2024年4月5日より。中山のスケジュールの関係で東京・渋谷にあるワタナベエンターテインメントサテライトスタジオを中心にスタジオクラブエアAKAGI STUDIOでも生放送する[35]）
- おつまみシクラジオ（月曜 11:30 - 11:55、シクラメン、2024年3月までは第3木曜に放送）
- mabanuaの50号室より愛をこめて（月曜 15:00 - 15:30[注釈 5][36]）
- Busi-Neta!（水曜 11:30 - 11:55、アンカンミンカン[37]）
  - 休止時には『Otona no Radio Alexandria』（JFNC制作）を放送。
- aoki モーターステーション（木曜 12:30 - 12:55[注釈 6][38]）
- ザ・キャプテンズの『バラ色☆王国』（木曜 15:30 - 15:55[39]）
- Da-iCE 和田颯のラジオ始めました→ハヤラジ（木曜 20:00 - 20:30[40]）
- HORIKENのサイクリングライブ（木曜 21:30 - 21:55[41]、2020年4月から毎週放送に拡大）
- リョースケ☆セキの聴いてくれナイカ!?（金曜12:00 - 13:30[42]）
- 内田彩の「うちださんのおうっちー」（金曜 20:00 - 20:15／再放送・土曜 18:30 - 18:45[43]、2022年4月より現在の時間帯に）
- LACCO TOWERのRADIO TOWER（第1月曜 20:00 - 20:55、以前は毎週火曜 20:00 - 20:30で放送[44]）
- AnnaのAncore!!（第3月曜 20:00 - 20:55、Anna[45]）
- あかぎ団とアンカンミンカンの「アンカンギン団」（第1木曜 11:30 - 11:55、あかぎ団、アンカンミンカン[46]）
- tsulunos fm（毎月第1木曜 お昼 12:00～12:30、山本一太、市川まどか[47]）
- 〜バニーズ群馬FC ホワイトスター応援プログラム〜 月イチバニーズ！（第2木曜 11:30 - 11:55[48]）
- ラジオで群馬を元気に! 風輪の明日は明日の風が吹く・風輪の群馬の風になりたい（第1・第3 金曜 11:30 - 11:55、風輪、2024年3月までは第1木曜に放送）
- ラジオで群馬を元気に! ペガサス+eスポ（第2金曜 11:30 - 11:55、榊原博、松本亜希子、BCリーグの群馬ダイヤモンドペガサスとeスポーツの情報を伝える[49]）
- ラジオで群馬を元気に！ 「林家つる子のTalk to」（第4金曜 11:30 - 11:55[50]）

### ミニ番組
- 日典ラサのライフシステム　プレゼンツ　ENDING SONG（金曜 12:55 - 13:00[51]）
- ペガサス＋ eスポで群馬を元気に!（金曜 14:50 - 14:55、松本亜希子[52]）
- ラジオインフォメーション いきいき前橋（金曜 16:55 - 17:00）
- JAグリーンNAVI（月曜 - 木曜 12:55 - 13:00、土曜 9:55 - 10:00[53]）
- タウンニュース（月曜 15:50 - 15:55、水曜 15:55 - 16:00、木曜 12:49 - 12:55、金曜 12:50 - 12:55、日曜 13:55 - 14:00）
- 今週の星占い（月曜 15:55 - 16:00）
- 生活経済トピックス（火曜 15:55 - 16:00）
- ぐんま情報トッピング（月曜 - 木曜 17:50 - 17:55）
- 街ネタぽすと（土曜 12:55 - 13:00[注釈 7]）
- FM GUNMA POWER PLAY（月曜 15:45 - 15:50、金曜 22:55 - 23:00、ほか週末にも放送あり）

### 不定期放送
- 群響アワー（偶数月の木曜 20:00 - 21:55）
- 月刊!ラジ・ヴィアン（最終金曜 19:30 - 19:55）
- 街の音楽家たち（奇数月の第2木曜 20:30 - 20:55[54]） - このほか土曜12時台を中心に不定期で公開生放送あり[注釈 8]。
- 高校野球群馬大会実況中継（エフエム群馬 高校野球中継） - 放送時間調整として「音楽特集」と題し、フィラー音楽とアナウンサーによる結果情報を放送。
- ザスパクサツ群馬実況中継 - 中継を行わない日でもNEWS・天気・交通は休止し、5分間の「ザスパ速報」を放送する。
- FMぐんま・1デイオールリクエスト

以上の番組を放送するときには、一部のTOKYO FMまたはJFNC制作の番組は放送休止または時間移動になることがある。

### 終了した番組
平日朝
- FMフレッシュモーニング(月 - 金 7:30 - 8:55）
- MorningRadio-soup（2002年4月 - 2005年3月 月 - 金 7:30 - 8:55）
- FM GUNMA MORNING PROGRAM あさnavi（ - 2015年3月 月 - 金 7:30 - 8:55） - 全国ほとんどの局でネットされる『中西哲生のクロノス』8時台のAライン枠は未ネット。

平日午前
- 素敵にPureTime
- Site9-11（月 - 金 9:00 - 11:00）

平日午後
- 午後は気ままに DO!DO!!ワイド
- LOVE A GO!GO!
- チャンネル148（月 - 木 13:00 - 15:45）
- B定食（ - 2014年3月 月 - 木 13:00 - 14:55）
- OTONOWA（2014年4月 - 不明 月 - 木 13:00 - 14:55）
- チャレンジ・ザ・ドリーム（第1木 12:00 - 12:55／再放送・原則第1土 8:00 - 8:55[55]） - 2013年より10年間120回にわたって群馬県内または県内にゆかりのある経営者に奈良のりえがインタビューした。
  - 第2 - 5木には『Otona no Radio Alexandria』（JFNC制作）を放送。

平日夕方
- フラッシュ5
- @JCT
- Vitamin Cafe（月 - 水 16:00 - 17:55）
- ボサノバ・カサノバの ちょっとソコまで（木 15:30 - 17:55）
- ユウガチャ!（月 - 水 16:00 - 18:55）
- サンセット5（月 - 水 17:00 - 18:55)
- FM GUNMA NEWS RADIO EVENIN'（月 - 金 18:00 - 18:55）

金曜日
- FMぐんまちゃん家（ - 2016年3月、金 13:00 - 14:55、榊原博&阿久津ゆりえ&伊藤優衣）
- ENERGYSTA（2007年4月 - 2008年3月 金 13:00 - 14:55）
- FM防災MEMO（金 15:30 - 15:35）
- Friday Cafe（2009年9月 - 2011年3月 - 金 15:30 - 17:55）
- 高校タイムズ （金 15:55 - 16:00／再放送・金 22:55 - 23:00）
- 南まりかのオーレザスパ!（金 15:30 - 15:55→19:15 - 19:30）
- G＋WALK＋PARK（金 15:55 - 16:00、内藤聡[56]）
- ユウガチャ!+（ - 2017年3月、金 16:00 - 18:55）
- 大谷ノブ彦 金曜ダイジョーブ!（2017年4月 - 2021年3月 金 16:00 - 18:55 大谷ノブ彦（ダイノジ））
- Tune in!（金 19:15 - 19:30[注釈 9]）
- ぐんま SDGs リポート season2（ - 2022年3月 金 21:55 - 22:00[57]）
- FRIDAY フルスロットル!!!（2021年4月2日 - 2024年3月29日 金曜 12:00 - 14:50[注釈 10]、玉城ちはる、大津瑛寛[58]、『大谷ノブ彦 金曜ダイジョーブ!』に代わってスタート。番組タイトルは、当初仮のタイトルで『金曜夕方 新番組！』だったがリスナーによる公募の結果、4月16日放送分からこのタイトルに決まった）
- G★FORCE（金曜 15:00 - 19:55[注釈 11]、竹村淳矢&櫻井三千代、2024年3月29日終了[59]）

土曜日
- 観光ガイド800（土 8:00 - 8:20）
- BAOO高崎プレゼンツ　赤見千尋のジョッキー魂!（土 9:00 - 9:30[60]）
- サタデースマイル（土 9:00 - 9:30）
- フラット（土 11:00 - 11:30[61]）
- サウンドステーション（土 14:00 - 14:55）
- Noe 音の深呼吸（土 16:55 - 17:00）
- つるの剛士のBANG☆BANG（土 17:00 - 17:45）
- ふたりのウケスタ↑（土 17:00 - 17:45）
- Hello!Young Lovers!!（土 17:00 - 17:45）
- となりのロック（土 18:00 - 18:55／再放送 日 0:00 - 0:55）
- Hoy Salida（土 20:00 - 20:55）
- HIGH SCHOOL 9:00土曜日のホームルーム（第1週土 21:00 - 21:55）
- lyrical school minanのLet's チルアウト（土曜 18:00 - 18:30[62]）

日曜日
- SUPERGROOVE（2004年10月 - 2004年12月 日 0:00 - 0:55)
- グリーンスマイル（日 9:30 - 10:00）
- 音楽の玉手箱（日 13:00 - 13:55）

その他
- MAY’Sのラブ&スマイル（水 20:00 - 20:30）
- ママラジ〜輝きママ応援しちゃいます〜（水 15:00 - 15:30）
- 群ゼミサウンドブレーク
- メルラジ@CLUB AIR
- ココデリ!（最終木曜 11:30 - 11:55）
- 3時のカイシャイン（2020年12月 - 2021年3月 火 15:00 - 15:30／再放送・日 3:00 - 3:30 3時のヒロイン、なたぎ武）
- 3時のシゴトニン（2021年10月 - 2022年3月 火 15:00 - 15:15、内藤聡、福田麻貴（3時のヒロイン）、岡部哲彦（コーナー出演）[63]）
- まつわリスト（木 15:55 - 16:00)
- 匠のたまご（2021年4月 - 2021年9月 木 15:55 - 16:00）
- Takuyaのツキイチ!（第1木曜 11:30 - 11:55[64][65]）
- ライナーノーツ（月 15:00 - 15:30[66]）
- 土佐兄弟のおしごとスタディ!（火曜 15:00 - 15:15、土佐兄弟）
- Annaの限界までしゃべらせて（第2木曜 11:30 - 11:55、Anna[67]）
- もーやめてくんねえかい（第2月曜 20:00 - 20:55、以前は毎週水曜20:00-20:30で放送[68]）
- ミミヨリ! MONEY（木曜 15:55 - 16:00、岡部哲彦[69]）
- ラジオで群馬を元気に！玉城ちはるの「Talk to」（第4金曜 11:30 - 11:55）

## 時差ネットされている主な番組
いずれもTOKYO FM制作。
先行ネット
- Life Time Audio～人生のプレイリスト～（月曜 - 金曜 13:55 - 14:00） - 1時間先行

遅れネット
- 村上RADIO（毎月最終日曜 21:00 - 21:55） - 2時間遅れ
- SPITZ 草野マサムネのロック大陸漫遊記（毎週火曜 20:00 - 20:55）- 2日遅れ

## 未放送のTOKYO FM制作の全国ネット番組
『ONE MORNING』内の8時台
- SUZUKI TODAY'S KEY NUMBER（月曜 - 金曜 8:00 - 8:09）
- ルートインホテルズ 今日のスポーツ（月曜 - 金曜 8:09 - 8:10）
- NEW TREND ONE（月曜 - 金曜  8:10 - 8:20）

平日の8時台は開局当初からローカル編成のためネットされていない。このような編成はエフエム栃木（RADIO BERRY）、三重エフエム放送（FM三重）でも行われている。ただしエフエム栃木では『NEW TREND ONE』はネットしている。また、特別加盟局のinterfmもTOKYO FMとのエリア重複の観点で未ネットとなっている。
土曜17時台の番組（原則として土曜 17:00 - 17:55 に該当する時間帯）
- サントリー・サタデー・ウェイティング・バー → ピートのふしぎなガレージ → Monthly Artist File-THE VOICE- → （『SUBARU Wonderful Journey 〜土曜日のエウレカ〜』はネット） → 川島明 そもそもの話

当枠はローカルセールス枠の自社制作番組などの放送を継続していたことや、代替として放送する枠の確保ができなかったことからネットが見送られていた。しかし、2020年秋の改編から17時台の編成を丸々1時間繰り下げたことでネットが可能となり、『SUBARU Wonderful Journey 〜土曜日のエウレカ〜』が同時ネットで放送されていたが、2023年秋の改編で再びローカル枠へ戻り17:00 - 17:30に『武井壮・とにかく明るい安村 THE WORLD CLASS』→『Little Glee Monster「Join Us!」』（2024年10月から）、17:30 - 17:55に『いきものがかり吉岡聖恵のうたいろRadio』（両番組ともJFNC制作）を放送している。
日曜13時台の番組（原則として日曜 13:00 - 13:55 に該当する時間帯）
- 主にMonthly Artist File-THE VOICE-（2021年9月まで）→ いいこと、聴いた（2021年10月から）

当該時間帯はもともとローカルセールス枠であり、当局でも全国高等学校野球選手権群馬大会開催時、あるいはザスパクサツ群馬主管のJリーグ試合中継やイベント番組の出張放送を組み込むことも多いため、単発番組枠としても機能させていることから、TOKYO FM制作全国ネットのレギュラー番組としての編成を見送り、単発番組を編成しない場合はJFNC制作の『武部聡志のSESSIONS』（2022年春の改編から）を放送している。そのため、未ネットとなった番組、ネット落ちした番組、飛び降りを余儀なくされた番組、先行ネットを行った番組、遅れネットを行った番組が存在する。
＜過去の事例＞土曜14時台の番組（原則として土曜 14:00 - 14:55 に該当する時間帯）
- ポップス ベスト10 → SOUND IN MY LIFE → HAPPINESS×happiness → SATURDAY MUSIC LAB.

かつて当局では当該時間帯も前述で述べた通りスポーツ中継の枠などローカルセールスの単発番組枠としても機能していた。そのため、1994年春 - 2010年春に構成されていた『カウントダウンステーション』はこの部分の未ネット抜けする格好となっていた。チャート番組としての体裁のためでもあったことから、単発番組を編成しない場合はJFNC制作の番組か自社制作番組の『サウンドステーション』をはめ込む形で対応していた。なお、2010年春の改編で『カウントダウンステーション』内の番組の1つとしてかつそれ以前から開局以来未ネットを続けてきた『ポップス ベスト10』が15時台前半の30分番組として枠移動かつ縮小となり、当局でのネットが開始されたのと引き換えに長らく放送してきた『SOUND IN MY LIFE』が打ち切られた。しかし、2015年12月5日、日曜16時台に放送されてきた『福山雅治のSUZUKI Talking F.M.』が『福山雅治 福のラジオ』として枠移動などを含むリニューアルすることに伴って土曜14時台における通常編成でのローカル編成枠を廃止し、同時ネット枠へ移行した。
但し、これらについても東日本大震災後などの特別番組を編成する場合はこの限りではない。

## アナウンサー・パーソナリティ

### 男性
- 岡部哲彦
- 榊原博
- 高橋和実（元エフエム鹿児島パーソナリティ）
- 内藤聡（元エフエム愛知パーソナリティ）
- 大崎修（→報道渉外担当部長）

### 女性
- 市川まどか
- 田中香
- 小林（新木）睦子（アナウンサー→フリー）
- 揚妻由璃子[71]
- 黒川萌々乃
- 礒干彩香（群馬県ご当地アイドルのあかぎ団メンバー）

かつて出演していた人物
- 石森則和（アナウンサー→フリー→文化放送報道部（契約社員））
- 大貫恵子（アナウンサー→フリー）
- 河西美紀
- 加賀真帆（アナウンサー→フリー→テレビショッピングチャンネル・QVCショッピングナビゲーター）
- 守屋玲子
- 小畑憲嗣
- 武内直子
- 坐間妙子（アナウンサー→北陸放送アナウンサー→フリー）
- 羽鳥武夫
- 大門雅明（アナウンサー→長崎放送アナウンサー→フリー）
- 鈴木純子（アナウンサー→文化放送アナウンサー）
- 宮本ゆみ子
- 吉江まりも（アナウンサー→群馬テレビアナウンサー→フリー）
- 織田亜紀子（→エフエム香川パーソナリティ→フリー）
- 和気徹児（エフエム沖縄アナウンサー→エフエム群馬アナウンサー→エフエム沖縄アナウンサー→秋田朝日放送アナウンサーを経て同局報道制作局長）
- 金井政人（アナウンサー→ディレクター→エフエム群馬編成部長）
- 金井玲子
- 上山美登利（アナウンサー→FM TAROパーソナリティ）
- 山崎寛代（アナウンサー→芸能レポーター）
- 後藤裕美
- 里村衣美[72]（アナウンサー、退社[要出典]時期は不明）
- 山岸晃華
- 池田めぐみ（フリーアナウンサー）
- 須藤ゆみ（フリーアナウンサー）
- 南まりか
- 川上直子
- 大津瑛寛[73]
- 竹村淳矢（手作り餡子）
- 木暮あかり[74]
- 奈良のりえ[75]
- 竹下裕理
- 櫻井三千代（元MEGA HITS RADIOパーソナリティ 岩本三千代。エフエム群馬移籍時に改姓）
- 笹川裕昭（フリーアナウンサー）
- 加藤里奈

## キャンペーンの歴史
- いつも素敵なサムシング（1985年10月 - ）
- ソコジカラ（2002年10月 - 2003年9月）
- 1日1ガッツ（2003年10月 - 2004年12月）
- ツナガリズム（2005年1月 - 2006年3月）
- もっとツナガリズム（2006年4月 - 2007年3月）
- こども魂（2007年4月 - 2008年3月）
- ラジ&ピース（2008年4月 - 2009年3月）
- 声だしていこー!（2009年4月 - 2010年3月）
- だって25周年なんだもん（2010年4月 - ）

## イベント
- えふえむ屋（9月ごろ開催。9時台と2時台にて中継あり）
- 稲川淳二のホラーナイト（高崎市の慈眼寺で毎年夏に開催し、特別番組で生放送される）
- FMぐんまシネライブ
- コスモ アースコンシャス アクトクリーン・キャンペーン in 群馬
- HAPPY MONDAY クエスチョン

## その他
エフエム群馬の新聞ラジオ欄における番組表表記は掲載する新聞すべてで「FM GUNMA」となっている。また、三才ブックスの『ラジオ番組表』では、2017年春号から表記を「FM GUNMA」としている。

当局含めたJFN系列38局はACジャパン（旧・公共広告機構）の正会員企業の一つである。
CLUB AIRは通常9:00 - 19:30まで開いている。しかし、19:30以降まで放送する公開生放送時は、閉場時間が延長される。また、TOKYO FMやJFNの番組がエフエム群馬に出張放送する場合では、通常時間外でもCLUB AIRが開いていることもある。
1日1ガッツキャンペーンがスタートした直後に『ラジアンリミテッドDX』がエフエム群馬へ出張放送した際に、コーナー仕切りのジングル代わりとしてエフエム群馬の1日1ガッツのジングル（ガッツ石松出演）が全国ネットで流れた。
開局当初から十数年は、営業部と放送部だけであり、情報源として新聞社配信のニュースとJFN、ボランタリーネットワーク（事前に契約を結んだ特定聴取者による無償情報提供）に頼っていたが、現在は報道部があり県内の話題を中心に独自の取材も積極的に行われている。他の県域FM局には先発のAM局が報道部を持っていることを考慮した経営効率により報道部を持っていない場合が多い。しかし、群馬県には県域中波放送が無いため群馬県内のニュースに関する同報性、速報性をという面で報道部の設置が必要であったと考えられる。
報道部があるため、他のローカルFM局よりもニュース、情報番組が多めということもこの局の特徴で、毎時55分（深夜を除く）から数分程度FM群馬ニュースを流すことでも有名。
近年、TOKYO FMが選挙特番を積極的に放送しているため、エフエム群馬は21時台に通常番組から切り替えて選挙特番を放送する。全国ネットの選挙特番が23:30で終了する場合も独自に放送する。自局の報道記者が全国ネットの選挙特番にも出演している。
県域ラジオ局としては珍しくラジオショッピングがなかった。2022年4月より『デイリーフライヤー』のネットを開始。番組内で放送される「ジャパネットたかたラジオショッピング」は差し替えなく放送するため、実質「ラジオショッピング」の放送を解禁したこととなる。ただし、あくまでネット番組内のコーナーであることと、コーナー特性上差し替えが不可能なための特例措置ともとれるが、2022年4月9日には「ジャパネットたかたラジオショッピングスペシャル オン サタデー」の放送も決定している。
オープニングとクロージングでは、「いつも素敵なサムシング」にかけて「サムシング」（ザ・ビートルズ）の群響演奏アレンジ版が掛けられていたが、この曲は2015年4月からは使われていない（フリー音源による別の楽曲に変更）。この曲が使用されていたころ、コールサイン読みは「いつも素敵なサムシング JORU-FM エフエム群馬」であった。周波数の読み上げの際、前橋本局は「平野部」、その他は「〇〇局」ではなく「〇〇方面」と呼称する形は踏襲している。